# Trumhere

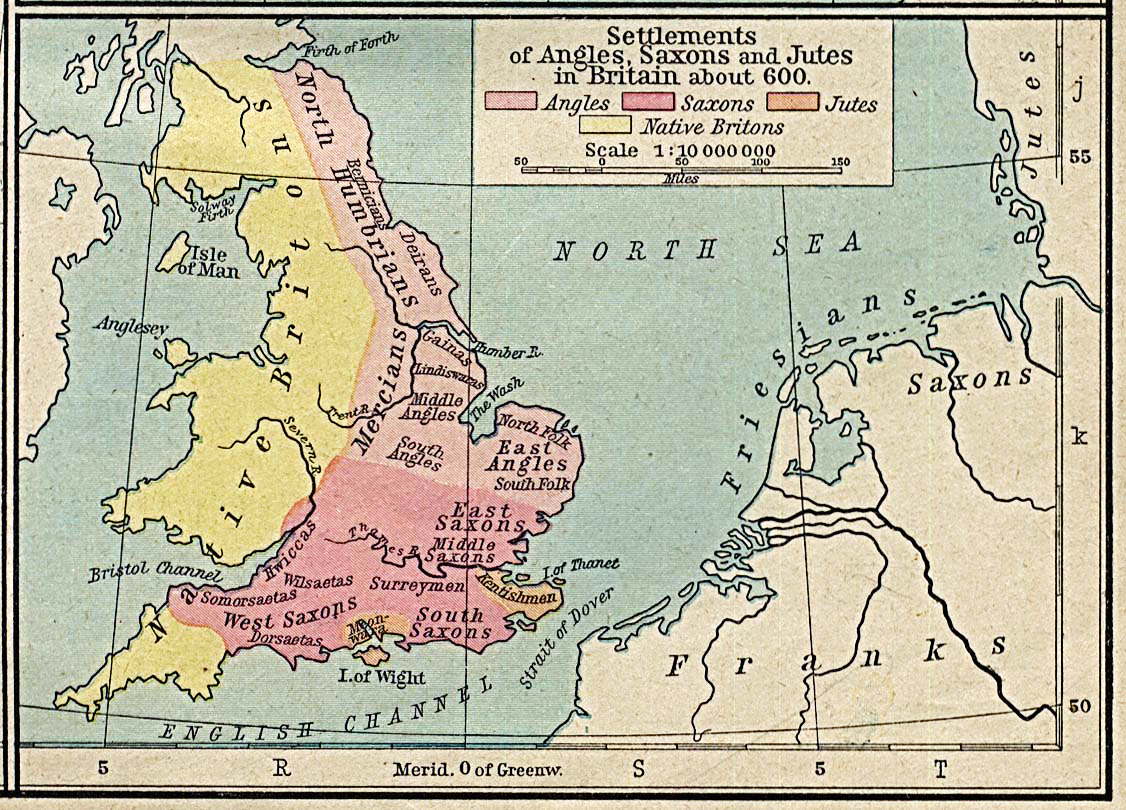
Britannien um 600

Trumhere (auch Thumere) war der dritte Bischof des angelsächsischen Königreichs Mercia. Er war der Nachfolger von Ceollach und der erste Angelsachse, der das mercische Bischofsamt innehatte. Seine Amtszeit lag in den Jahren zwischen 659 und 662.
Trumhere entstammte dem Königshaus von Deira und wurde von irischen Mönchen ausgebildet. Vor seiner Ernennung zum Bischof von Mercia, war Trumhere der erste Abt des Klosters Gilling, das als Sühne für die Ermordung König Oswines von Deira durch Truppen König Oswius von Bernicia von dessen Frau Eanflæd, einer nahen Verwandten Oswines, gegründet wurde.
Die Ernennung Trumheres zum Bischof von Mercia, Lindsey und des Gebiets der Mittelangeln könnte ein Versuch König Oswius gewesen sein, die Oberherrschaft Northumbrias über Mercia zu festigen, wobei jedoch auch angemerkt worden ist, dass es gerade der mercische König Wulfhere gewesen sein könnte, der Trumhere eingesetzt hatte, um den northumbrischen Einfluss, repräsentiert durch Ceollach, zu verringern.
Trumheres Nachfolger als Bischof von Mercia wurde Jaruman.

### Sekundärliteratur
- Steven Basset (Hrsg.): The Origins of Anglo-Saxon Kingdoms. Leicester University Press, Leicester 1989, ISBN 0-7185-1317-7.
- James Campbell (Hrsg.): The Anglo-Saxons. Phaidon, London 1982, ISBN 0-7148-2149-7.
- Thomas Charles-Edwards: Anglo-Saxon Kinship Revisited. In: J. Hines (Hrsg.): The Anglo-Saxons from the Migration Period to the Eighth Century. An Ethnographic Perspective- S. 171–204.
- Margaret Gallyon: The Early Church in Wessex and Mercia. Terence Dalton, Lavenham 1980, ISBN 0-9009-6358-1
- Margaret Gelling: The West Midlands in the Early Middle Ages. Leicester University Press, Leicester 1992, ISBN 0-7185-1395-9.
- Nicholas J. Higham: The Convert Kings: Power and Religious Affiliation in Early Anglo-Saxon England. Manchester University Press, Manchester 1997, ISBN 0-7190-4827-3.
- John Hines (Hrsg.): The Anglo-Saxons from the Migration Period to the Eighth Century. An Ethnographic Perspective. Boydell Press, Woodbridge 1997, ISBN 0-8511-5479-4.
- Molly Miller: The Dates of Deira. In: Anglo-Saxon England. Band 8, 1979, S. 35–61
- Pauline Stafford: The East Midlands in the Early Middle Ages. Leicester University Press, Leicester 1995, ISBN 0-7185-1198-0.
- Frank M. Stenton: Anglo-Saxon England. 3. Auflage, Oxford University Press, Oxford 1971, ISBN 0-1928-0139-2.
- Alan Vince: Pre-Viking Lindsey. City of Lincoln Archaeology Unit, Lincoln 1993, ISBN 0-9514-9877-0.
- Barbara Yorke: Kings and Kingdoms of early Anglo-Saxon England. Routledge, London-New York 2002, ISBN 978-0-415-16639-3. PDF (6,2 MB)